# 魔法俏佳人角色列表
魔法俏佳人角色列表记录了所有在卡通系列《魔法俏佳人》中出场角色的详细介绍。

## 仙靈組 （Winx Club）
仙靈組是蕾兒在第一季的時候所成立的，專指以蕾兒等主要仙子集合而成的團體。起初的成員只有五人：蕾兒、絲黛娜、芙蘿菈、鐵蘭、妙莎。
萊拉在第二季的時候加入仙靈組，蘿西則是在第四季最後加入的。但是蘿西目前在官方網站的劃分仍然僅被視為仙靈組的朋友，並未列入成員名單。
在第二季的時候，仙子們遇到了他們的靈緣小精靈（bonded）。除了萊拉登場時就擁有，其他仙子隨著拯救小精靈的行動得到。第四季時，仙子們則是得到了他們的魔法精靈寵物，由芙蘿菈的魔法使布偶們擁有了生命成了魔法精靈寵物。
在第五季的時候，仙靈組遇到守護海洋之門的賽爾奇族（Selkies），並與她們有感應。
在第七季的時候，仙靈組遇見了自己的仙子寵物（Fairy Animals），並與牠們有感應。
蕾兒（Bloom）／龍之火仙子
配音員：義：萊蒂齊亞·錢帕；美：莫莉·奎恩；台：龍顯蕙（第一～第四季）→楊凱凱（第五季以後）；港：梁少霞
形象顏色：  蓝色（  粉红色）
本劇中心人物，也是仙靈組之首。
在多明羅仙界（Domino）出生的公主。多明羅仙界國王奧利德（Oritel）和皇后玛莉安（Miriam）最小的女兒。天女戴芬妮（Daphne）的妹妹。
被效忠達卡魔王（Lord Darkar）的三個老女巫（三巫組的祖先）將多明羅仙界裡的一切都摧毀，使多明羅成為仙界裡最荒涼的地方，黛芬妮為了保護襁褓中的蕾兒，將她送往地球，被養父在火場救援時發現了她，將她帶回扶養，因緣際會結識了絲黛娜，並發現自己擁有法力，因此對自己的出生感到好奇，隨著絲黛娜前往魔法仙境找尋身世的答案。
心中守衛的「神龍聖火」是傳說中創世的力量，也被法拉剛達稱為仙界最強的力量，因此令她成為三巫組和達卡魔王覬覦的目標。
與藍天交往中。是藍天的未婚妻。曾數次和藍天因為誤會而吵架或冷戰，也會互相吃對方的醋，但兩人最後都會和好。
從歐飛亞學院畢業後，和仙靈組在花園市開了一間精靈寵物店，並擔任店長。
遇到蘿西時成了一直開導蘿西的對象，在第五季時被蘿西親暱地說就像她姊姊一樣。
電影版《Winx Club: The Secret of the Lost Kingdom》在藍天救出了親生父母後接受藍天的求婚。
第五季時已經恢復她的家鄉多明羅仙界，在藍天失憶時帶他參加多明羅的復國慶典，並說明是藍天救了蕾兒的父母親。
第五季結局蕾兒向仙海魔女守護者許願希望可以破除太古女巫對仙海魔女下的詛咒，願望實現後，戴芬妮也因此恢復肉身。
第六季時遭到仇恨的蒂雅絲波（藍天前女友）陷害差點失去生命，幸虧蕾兒的意志力打敗了劣勢，也獲得了她的新力量－Bloomix
多明羅在4Kids版稱斯帕克斯（Sparks）。台灣卡通頻道第一季和第二季採用多明羅的稱呼，第四季則稱斯帕克斯。
與敵人戰鬥時，使用仙靈魔法化身成「龍之火仙子」，其法力來源為「神龍聖火」，可自由控制火，也因為是生生不息的火焰龍源，有著綿延不滅的力量，所以即使法力被奪走亦能逐漸恢復，另外延伸出了靈療魔法，藉著神龍聖火的力量可以治療傷害或著幫助休克的人恢復意識。
年齡：第一季16歲／第二季17歲／第三季18歲／第四季19歲/第五季20歲/第六季21歲/第七季22歲
生日：RAI版12月10日／4Kids版1月27日
寵物:奇可（Kiko），一隻藍色、白色的兔子，頭上有白色的毛。
小精靈：蘿蘿（Lockette），引導方向的小精靈。
精靈寵物：綠頭髮的白色小綿羊。
賽爾奇族：賽莉娜（Serena），多明羅之門的守衛者。
仙子寵物：艾拉斯（Elas)，一隻白色的獨角獸。一開始受到狂野魔法而突變成魔獸，在中國熊貓保護區造成混亂。最後借助蕾兒的力量才恢復原狀，自己也成為蕾兒的仙子寵物。是仙靈動物們的領導，偶爾會讓仙靈動物騎在自己背上，頭上的角擁有淨化能力，也可釋放光線戰鬥，進入迷你世界後，隨著跟蕾兒的羈絆，角的魔力會增長。
服裝色系：蓝色系
魔法色系：粉紅色系
對象：藍天
初期仙靈魔法：光電能源球、生命之火、火球、火焰盾、火力全開、光球、熱力射線、安全網、火牆、神龍火球、魔奇障、神龍砲、神龍怒火
聚合力魔法（Convergence）：轉移形體仙咒（和芙蘿菈、鐵蘭）、虛擬護盾（和鐵蘭）、音之火（和妙莎）、淨化之水（和萊拉）
超仙靈魔法（Enchantix）：神龍烈火焰、神龍仙靈擊、神龍能量、神龍怒火
超神靈魔法（Believix）：火之箭、神龍之心、火焰盔甲、生命活力、神龍之翼、火之魔法、火之扶手
智之恩賜（Sophix）：心靈之火
心之恩賜（Lovix）：冰之火、神龍聖火、冰凍飛鏢、冰牆
諧和魔法（Harmonix）：龍的懷抱、烈焰之刃
仙海魔法（Sirenix）：火成岩防禦、岩漿突刺、火焰傳播、舞動火焰、神龍聖火、神龍之拳、神龍踢擊、多明羅之龍、火焰之仙海魔法力量(仙海魔法之火）
火龍魔法（Bloomix）：友誼火焰、火焰風暴漩渦爆裂、烈焰風暴、紅火龍寶珠、防禦之火、火山攻擊
幻形仙法（Mythix）：火焰包覆、華麗烈焰、烈焰之華麗、幻形烈焰
蝶仙魔法（Butterflix）：烈焰攻擊、規模燃燒、龍之防禦、自由魔力、火焰攻击
時間魔法（Tynix）：多明羅之箭、獨角獸之火
宇宙魔法（Cosmix）：宇宙魔法、宇宙力量
絲黛娜（Stella）／耀眼的阳光仙子
配音員：義：佩拉·莉貝拉托莉；美：艾米·格羅斯；台：蔣篤慧（第一季～第四季）→謝佼娟（第五季以後）；港：周文瑛
形象顏色：  橙色（  黄色）
蕾兒最好的朋友。
出生於太陽仙界的公主，從小身處在一個充滿快樂和歡笑的環境，養成了她樂天陽光般的個性。漂亮，时尚，健谈
在學院中擁有一個有專屬寢室，喜歡花錢購物，對時尚非常有興趣，對於服裝和打扮非常在行。
很有自信，也因此感到自豪。
其父母因感情不合而離婚，而且她一點都不喜歡卡珊卓女伯爵和她的女兒成為她的家人。
父親象徵太陽，母親象徵月亮。
第一季時誤以為白蘭度是藍天王子，但後來真相大白後絲毫不介意白蘭度的身分。第二季時見到白蘭度墜下懸崖時因為擔心跟著躍下懸崖。
白蘭度的戀人，與白蘭度交往中，也是白蘭度的未婚妻。和白蘭度是很浪漫的一對情侶，雖然在過程中有爭執，最後總能恩愛依舊
從歐飛亞學院畢業後，在精靈寵物店負責精靈寵物的美容及時尚服裝。
與敵人戰鬥時，使用仙靈魔法化身成「陽光仙子」，其力量來源為「日、月、星光」，可以通過吸收陽光恢復仙子能力，反之如果長時間待在沒有太陽的地方（如：地下世界）就會漸漸失去體力，嚴重會導致喪命。
配戴的家傳神劍仙靈戒可轉變成仙靈杖，可用來施法戰鬥或單純當作光源，亦可進行瞬間移動。施展的光魔法對黑影魔物有額外的殺傷力，有與神龍聖火相似的法力，初期是三巫組的主要目標。
年齡：第一季16歲／第二季17歲／第三季18歲／第四季19歲/第五季20歲/第六季21歲/第七季22歲
生日：RAI版8月18日／4Kids版8月10日
小精靈：愛愛（Amore），愛情的小精靈。
精靈寵物：白色小捲毛狗。
賽爾奇族：依莉絲（Illiris），太陽之門的守衛者。
仙子寵物：閃妮（Shiny），一隻金色的鳥。喜歡吞珠寶，和絲黛娜一樣熱愛打扮和時尚，甚至還瘋狂迷戀白蘭度，一度讓絲黛娜吃醋。魔光從尾巴和嘴射出，進入迷你世界後，變成鳳凰。
服裝色系：橙色系
魔法色系：黃色系
對象：白蘭度
初期仙靈魔法：旭日東昇、日出攻擊、日落西沉、照明光、太陽視力、太陽射線、絲黛娜太陽火焰、太陽波超級新星、陽光射線、急速光帶
搭配魔法仙咒（Charmix）：鏡光、月亮磁力、太陽火焰、太陽能量、太陽蜜桃、反射鏡
聚合力魔法（Convergence）：催眠曲（和妙莎）、彩虹大會師（和妙莎、萊拉）、太陽風鈴（和妙莎）、彩虹光（和芙蘿菈、妙莎、鐵蘭、萊拉）、聚合咒仙盾（和鐵蘭、萊拉）、晨星之光（和妙莎、鐵蘭）、綠意爆發（和芙蘿菈）
超仙靈魔法（Enchantix）：魔法彩虹、光砲、光之海洋、太陽能波、太陽光雨、光亂波、太陽盾、太陽風暴、太陽能爆波、太陽能電擊砲、大太陽雨、超仙靈月神盾
超神靈魔法（Believix）：天狼星防護罩、太陽風暴、日光舞、雙重月蝕、光之黎明
智之恩賜（Sophix）：光之水滴
心之恩賜（Lovix）：水晶之光
諧和魔法（Harmonix）：耀眼螺旋光芒、閃耀之鏡、太陽迴旋鏢
仙海魔法（Sirenix）：黃金圓盤、光線矇蔽、亮光鑽石、鑽石的亮光、閃耀之拳、閃耀踢擊、亮光之仙海魔法力量（仙海魔法之光）
火龍魔法（Bloomix）：日光暈盾、日全蝕、純潔光線、閃亮光譜
幻形仙法（Mythix）：日光打擊、光明之星
蝶仙魔法（Butterflix）：閃耀光盾、日出力量、亮光之波動、閃亮靈氣
時間魔法（Tynix）：鑽石盔甲、太陽仙界之亮光、閃亮鳳凰的魔光
宇宙魔法（Cosmix）：光之盾，宇宙力量
芙蘿菈（Flora）／自然仙子
配音員：義：伊拉里亞·拉蒂尼；美：亞歷杭德拉·雷諾索；台：姚敏敏（第一季～第四季）→林美秀（第五季以後）；港：曾佩儀
形象顏色：  粉红色（  黃綠）
出生於靈菲雅仙界，有一個名為蜜兒蕾（Miele）的妹妹，是個魔法藥水的調製專家，能從任何植物中吸收各種能量。
個性善良，但缺乏自信且內向。身邊的朋友不斷努力幫她找回自信心。與希里亞交往中。
與大自然有很強的親和力，其寢室裡種了很多棵植物。知道很多關於植物和花草的知識，能感應到周遭的大自然變化，是個甜美的女孩。
從歐飛亞學院畢業後，在精靈寵物店負責精靈寵物的育幼及醫療。
與敵人戰鬥時，使用仙靈魔法化身成「自然仙子」，其力量來源為「大地」，可自由使控植物的生長，也能透過自身的力量跟植物們產生感應和進行溝通。
年齡：第一季16歲／第二季17歲／第三季18歲／第四季19歲/第五季20歲/第六季21歲/第七季22歲
生日：RAI版3月1日／4Kids版3月16日
小精靈：琪琪（Chatta），很愛講話的小精靈
精靈寵物：粉紅色小貓。
賽爾奇族：戴絲莉（Desiryee），靈菲雅之門的守衛者。
仙子寵物：艾莫洛（Amarok），一隻灰色的野狼。非常調皮搗蛋，每經過哪裡，那裡就會亂成一團。平常被當成狗在養，喜歡撒嬌。靠狼爪和衝擊敵人，也常乘載比較嬌小的仙靈動物前進，進入迷你世界後，頭上的頭飾能發射光線。
服裝色系：粉红色系
魔法色系：草绿色系
對象：希里亞
初期仙靈魔法：纏身金蔓、黃金花粉、風中之花蔓、百花盛開、水蓮仙靈漩渦、大地之千手、花草漩渦、大地牢籠、立體藤蔓、無敵樹根、樹藤結、纏繞藤蔓、花粉塵、葉子旋風、大自然交響樂
搭配魔法仙咒（Charmix）：植物生長、根棘藤蔓、四季魔法
聚合力魔法（Convergence）：轉移形體仙咒（和蕾兒、鐵蘭）、花音攻擊（和妙莎）、彩虹光（和絲黛娜、妙莎、鐵蘭、萊拉）、超仙靈法力（和妙莎、鐵蘭）、自然與水（和萊拉）、綠意爆發（和絲黛娜）
超仙靈魔法（Enchantix）：登天仙藤、纏身奇藤、境綠仙藤花蔓、寒冬禁、回歸大自然、繁盛綠藤、級綠纏繞藤蔓、自然粉塵
超神靈魔法（Believix）：夏日驚雷、秋之風、冬之玫瑰、自然氣息、春之蔪、收縮仙藤
智之恩賜（Sophix）：自然氣息
心之恩賜（Lovix）：野性的自然
諧和魔法（Harmonix）：綠色增長、舞動旋轉、秋季渦流
仙海魔法（Sirenix）：自然的饗宴、芙蓉花朵、春天旗幟、花瓣颶風、自然之拳、自然踢擊、大地之神的守護、花朵之仙海魔法力量（仙海魔法之花）
火龍魔法（Bloomix）：自然鑰匙、微風爆破、生命精華、魔幻藤網、魔幻藤纏繞、春之沐浴、綠葉打擊、紫丁香漩渦
幻形仙法（Mythix）：常青藤打擊、常青藤光線、綠葉光環、自然偽裝、生命精華
蝶仙魔法（Butterflix）：自然魔法、葉子被毯、花之殼、春之氣流、自然低語
時間魔法（Tynix）：春天護盾、靈菲雅之空氣、魔幻狼之助長
宇宙魔法（Cosmix）：花瓣沐浴，宇宙力量
鐵蘭（Tecna）／科技仙子
配音員：義：多米蒂拉·達米科；美：摩根·德克爾；台：許雲雲（第一季～第四季）→黃珽筠（第五季～第七季）→曾允凡（第八季）；港：張頌欣
形象顏色：  紫色（  緑色）
是來自高科技、嚴寒的星球Zenith（有時會叫 Titania）的仙子。與天美交往中。
非常的聰明，智商有150。也非常的有自信和有一點完美主義。什麼事都喜歡以邏輯去思考。
從歐飛亞學院畢業後，在精靈寵物店負責精靈寵物的魔法傳送。
與敵人戰鬥時，使用仙靈魔法化身成「科技仙子」，其力量來源為「電子」。
年齡：第一季16歲／第二季17歲／第三季18歲／第四季19歲/第五季20歲/第六季21歲/第七季22歲
生日：RAI版12月16日／4Kids版6月8日
小精靈：迪迪（Digit），科技的小精靈。第六季是可可（Cara/Caramel）
精靈寵物：黃色小鴨
賽爾奇族：莉迪亞（Lithia），科技之門的守衛者。
仙子寵物：弗利特（Flitter），一隻紫色的科技松鼠。能快速移動和飛行。特殊能力是修復物品，進入迷你世界後，變成一隻大飛鼠。
服裝色系：紫色系
魔法色系：綠色系
對象：天美
初期仙靈魔法：金鐘罩電球、防火牆、電盾、鐵蘭電力、氧氣氣泡、電器爆、集中能量罩、光電能源球、中央處理器、狂電奇柵、狂電奇砲、電極光、電磁光、能量柵欄、電能極光
搭配魔法仙咒（Charmix）：仙靈拼圖
聚合力魔法（Convergence）：轉移形體仙咒（和蕾兒、芙蘿菈）、數位防護罩（和妙莎）、虛擬護盾（和蕾兒）、彩虹光（和絲黛娜、芙蘿菈、妙莎、萊拉）、超仙靈法力（和芙蘿菈、妙莎）、聚合咒仙盾（和絲黛娜、萊拉）、晨星之光（和絲黛娜、妙莎）、潔淨之風（和妙莎）
超仙靈魔法（Enchantix）：電能光砲、雷射柵欄、電磁風暴
超神靈魔法（Believix）：鐵蘭電擊、超級棱鏡、百萬伏特、防禦牆、心之寶石、石油刪除
智之恩賜（Sophix）：優越秩序
心之恩賜（Lovix）：寒之氣
諧和魔法（Harmonix）：X光視力、電子編織牆、數字風暴
仙海魔法（Sirenix）：霓虹拼接、邏輯護網、創世紀打擊、虛擬保護、數碼護網、數碼襲擊、科技之拳、科技踢擊、光環之仙海魔法力量（仙海魔法之電光）
火龍魔法（Bloomix）：機械盾牌、立方體機械、和諧爆破、數碼空間、生物韻律打擊、生物韻律爆破
幻形仙法（Mythix）：科技魔法視力、虛擬保護
蝶仙魔法（Butterflix）：數碼護網、棱柱射線、虛擬流動
時間魔法（Tynix）：電氣屏障、雷霆極盛、科技鼠之瞬間閃光
夢仙魔法（Onyrix）：合理視力
宇宙魔法（Cosmix）：宇宙分析，星球微粒網，宇宙力量
妙莎（Musa）／樂音仙子
配音員：義：傑瑪·多納蒂；美：羅米·達梅斯；台：劉如蘋；港：何璐怡
形象顏色：  红色（  紫色）
出生於美樂蒂仙界，小時候母親因病去世，和父親相依為命；
父親認為是自己的無能害死自己的妻子，因此在妻子死後，把和音樂有關的事物通通毀掉，也不讓女兒接觸，直到聽了妙莎為母親作的曲子後才釋懷。富有艺术气息，热爱音乐，才华横溢，生性直率，爽朗。前期是绑着短双马尾，比较像个中性女孩。后而开始留长发，流露出女生的一面,变得漂亮，敏感,感性。
目前與瑞文交往中。在第四季時，和瑞文已是情侶，但因為妙莎常和唱片公司的傑森有所互動，使兩人的感情起起伏伏的，但最後瑞文了解到妙莎喜愛音樂，也支持她的夢想。和瑞文的恋情比起其他对较为波折，但是在对方遇到危险之际总能互相保护对方。從歐飛亞學院畢業後，在精靈寵物店負責精靈寵物的樂器指導。在第六季時，和瑞文分手。
唯一在仙靈組中第五季沒許願，第六季進入傳奇之書後，又沒使用幻形仙法（Mythix魔法）的仙子。
與敵人戰鬥時，使用仙靈魔法化身成「樂音仙子」，其力量來源為「旋律」。
年齡：第一季16歲／第二季17歲／第三季18歲／第四季19歲/第五季20歲/第六季21歲/第七季22歲
生日：RAI版5月30日／4Kids版5月10日
小精靈：童童（Tune），禮儀的小精靈。第六季是麗麗（Cherie）
精靈寵物：棕色小熊
賽爾奇族：桑娜（Sonna），美樂蒂之門的守衛者。
仙子寵物：可蒂（Critty），一隻粉色的貓咪。高傲、自大，但相當有剪紙、摺紙和設計的才華。曾和希里亞進行摺紙比賽。能力是從尾巴發射針刺，進入迷你世界變成大貓後，尾巴上就沒刺了。
服裝色系：紅色系
魔法色系：紫色系
對象：瑞文（已分手）
初期仙靈魔法：魔音風暴、超音速魔音爆、音爆彈、語言魔力、音爆波、低音彈、能量繩、音波爆破、波障、回像音軌、超音波激光
搭配魔法仙咒（Charmix）：魔音傳腦、聲波、音障
聚合力魔法（Convergence）：花音攻擊（和芙蘿菈）、數位防護罩（和鐵蘭）、彈跳橡皮筋（和萊拉）、催眠曲（和絲黛娜）、彩虹大會師（和絲黛娜、萊拉）、太陽風鈴（和絲黛娜）、彩虹光（和絲黛娜、芙蘿菈、鐵蘭、萊拉）、超仙靈法力（和芙蘿菈、鐵蘭）、晨星之光（和絲黛娜、鐵蘭）、潔淨之風（和鐵蘭）
超仙靈魔法（Enchantix）：魔奇貝絲轟、音爆波攻擊、音爆籠、超仙靈擊音波、迪斯可護殼
超神靈魔法（Believix）：立體聲源球、高調波攻擊、仙法回音、音波屏風、明亮之心
智之恩賜（Sophix）：純潔的和諧
心之恩賜（Lovix）：雪花旋律
諧和魔法（Harmonix）：音譜回響、諧合調音
仙海魔法（Sirenix）：震耳的旋律、音樂之鏡、聲音之牆、打擊樂襲擊、音樂踢擊、聲音之仙海魔法力量（仙海魔法之聲）
火龍魔法（Bloomix）：水晶聲音、無限迴音
蝶仙魔法（Butterflix）：魔幻共鳴、聲波爆發、仙子的旋律
時間魔法（Tynix）：音樂靈氣、旋律調和、尖刺貓的諧和
夢仙魔法（Onyrix）：諧和聽覺
宇宙魔法（Cosmix）：聲波爆擊，聲波震動，宇宙力量
萊拉（艾伊莎）（Layla，義大利原名Aisha）／海之仙子
配音員：義：勞拉·朗吉；美：琪琪·帕瑪；台：王瑞芹（第二季）→李涵菲（第三季）→吳貴竹（第四季～第六季、第八季）→穆宣名（第七季）；港：沈小蘭
形象顏色：  綠色（  粉红色）
安卓斯行星的公主，獨立自主，熱愛運動，擁有敏捷的身手，原本不屬於歐飛亞學院，試圖解救落入達卡魔王手中的小精靈失利，昏倒在歐飛亞學院附近的樹林被仙靈組發現救走。
之後與仙靈組結為好友並加入仙靈組，在歐菲亞學習。
於第三季認識那布，一開始對他反感，之後對他敞開心房便和他交往。
於第四季時，接受那布的求婚，但不幸的是，在第四季二十四集時，那布為阻止歐格朗等巫師的陰謀而犧牲。憤怒的萊拉加入以星雲為首的復仇仙子行列，一起追殺巫師們到奧美加魔界。直到與巫師的最後決戰結束。
在精靈寵物店負責指導精靈寵物韻律舞蹈。
與敵人戰鬥時，使用仙靈魔法化身成「海之仙子」，其力量來源為「水」。
年齡：第二季17歲／第三季18歲／第四季19歲/第五季20歲/第六季21歲/第七季22歲
生日：6月15日
小精靈：比比（Piff），愛睡覺的小精靈。
賽奇爾族：萊米（Lemmy），安卓斯之門的守衛者。
精靈寵物：小白兔
仙子寵物：史庫克（Squonk），一隻藍色的哭哭怪，只要大哭就會引發洪水，高興時會大聲發出噪音，進入迷你世界後，像長出羽翼的獅子，又像沒有鳥喙的獅鷲。
服裝色系：綠色系
魔法色系：粉色系
對象：那布（故）→奈克斯
初期仙靈魔法：能量球
搭配魔法仙咒（Charmix）：光電曲速、珍珠光刀
聚合力魔法（Convergence）：彈跳橡皮筋（和妙莎）、彩虹大會師（和絲黛娜、妙莎）、彩虹光（和絲黛娜、芙蘿菈、妙莎、鐵蘭）、聚合咒仙盾（和絲黛娜、鐵蘭）、自然與水（和芙蘿菈）、淨化之水（和蕾兒）
超仙靈魔法（Enchantix）：超仙靈魔牆、電脈衝魔極砲、仙靈脈衝光、超仙靈防護凍、仙靈勁爆劍、防護凍沖浪板、防護凍罩、仙法強攻-電脈衝光
超神靈魔法（Believix）：幻形水波、仙水牆、勇氣心靈、安卓斯颶風、幻形防護罩、防護罩、仙水氣泡、幻形仙杖、幻形之網
智之恩賜（Sophix）：生命韻律
心之恩賜（Lovix）：冰雹之光
諧和魔法（Harmonix）：水泡護盾、神秘包覆、十字封印、力量漩渦
仙海魔法（Sirenix）：水泡緩衝墊、水泡阻擋、水妖的攻擊、水泡力量、水泡之拳、水泡踢擊、海神螫針、潮水之仙海魔法力量（仙海魔法之潮水）
火龍魔法（Bloomix）：水泡網、水泡強化網、水泡雲、海水之保護、水泡籠、水泡強化牆、水泡緩衝墊、水泡陷阱、水螺旋彈
幻形仙法（Mythix）：水爆光線、水泡光環、水泡浪花
蝶仙魔法（Butterflix）：舞動之潮水、水泡螺旋、魔幻水的擁抱、水泡力量
時間魔法（Tynix）：魔法解除、安卓斯之潮水、哭哭怪之水滴
宇宙魔法（Cosmix）：水泡泡沫、宇宙力量
蘿西（Roxy）／動物仙子
配音員：義：黛博拉·馬納吉；美：莉莉安娜·木米；台：劉如蘋
動物仙后茉佳娜與人類克勞所生女兒，在第四季登場，是地球上最後一位仙子。
和父親都沒有關於母親的記憶，和父親在水果音樂吧工作。起初並不相信自己是仙子，但在遇到邪惡巫師襲擊後，便對自己的身分開始起疑。
在緊要關頭宣佈自己相信仙子，使得與巫師戰鬥處絕對劣勢的仙靈組可以變身為超神靈女。第四季的十二集時變身，但是否成為超神靈女在劇情中尚無定論。
第五季開始進入歐菲雅學院就讀。
第六季藉由自己的動物魔法幫忙被三巫組變成烏鴉的格麗芬校長恢復原樣。
第七季開始協助仙靈組進行仙子寵物的調查，並負責進行地球動物的保育計畫。原本跟仙靈組同樣擁有倒轉時間寶石，被巴佛列司奪去。
與敵人戰鬥時，使用仙靈魔法化身成「動物仙子」，其力量來源為「動物之力」。
專長：與動物有關。可以賦予動物力量或驅使動物，也能讓動物有說話的能力。
年齡：第四季16歲/第五季17歲/第六季18歲/第七季19歲
生日：6月9日
寵物：阿杜（狗）
超神靈魔法（Believix）：狂野心跳、蠍子甩尾、魔法氣泡、狼之爪

## 小精靈（Pixies）
小精靈是一種體型小，有飛行與魔法能力的生物。小精靈都是從小精靈村的生命之樹誕生的，如果生命之樹受害，小精靈們也會連帶受影響。
於第二季中，隨著新成員萊拉帶來自己靈緣小精靈，仙靈組其他成員也隨劇情得到自己的靈緣小精靈。這種特殊的小精靈可以各自與特定仙子有「靈緣」（bonded），這種關係會讓雙方特別親近，而且小精靈也會成為他們靈緣仙子的幫手。而有的小精靈的靈緣是主要針對文獻保護，守護傳說四部秘笈的精靈就是這一類。
蘿蘿（Lockette）
形象顏色：  洋紅色
蕾兒的靈緣小精靈，擁有一頭紅紫色的及肩短髮，特殊能力是指引方向，手上常拿著蝴蝶結形狀頂端的手杖，是尋找指定人物或方向時的必備工具。
愛愛（Amore）
形象顏色：  緋紅色
絲黛娜的靈緣小精靈，一頭深緋紅色的微卷長髮，戴著玫瑰花花環，特殊能力是愛情。
琪琪（Chatta）
形象顏色：  金色
芙羅拉的靈緣小精靈，頭上束著金黃色的雙馬尾，曾鼓勵芙羅拉向希里亞表白。
童童（Tune）
形象顏色：  藕合色
妙莎的靈緣小精靈，擁有一頭粉紫色卷髮，經常講究禮儀。
迪迪（Digit）
形象顏色：  天藍色
鐵蘭的靈緣小精靈，擁有一頭往後梳天藍色的短髮，跟鐵蘭一樣是個電子狂熱迷。
比比（Piff）
形象顏色：  浅粉紅色
萊拉的靈緣小精靈，頭上經常戴著浅粉紅色的睡帽，經常睡覺，被萊拉譽為「每走十米就要睡上幾個小時」。
心心（Zing）
本身並不是仙靈組的靈緣小精靈，但是在第二季有時候會與仙靈組出任務。是個昆蟲精靈，且經常愛變裝，如昆蟲或超級英雄。
丹丹（Livy）
用衝浪板飛行的小精靈，常見工作是為小精靈村和外界傳遞訊息。
裘裘（Jolly）
擅於用牌占卜的小精靈，丹丹的姐姐，曾跟仙靈組一起到花園市參加蕾兒高中同學蜜西的萬聖節派對。
可可（Glim）
會使用光讓敵人眼鏡刺痛。包著橘色尿布，頭上有兩個橘色包包，是一個精靈嬰兒。
麗麗（Cherie）
於第六季登場。妙莎的新靈源小精靈。一頭紫羅蘭色的長捲髮，可以操控天氣。是衍生劇Pop Pixie的主角之一，也是精靈村裡最有錢的小精靈。
可可（Cara/Caramel）
於第六季登場。鐵蘭的新靈源小精靈。綁著兩個包包頭，橘色的捲髮配上糖果造型的髮箍。力氣很大。是衍生劇Pop Pixie的主角之一，和雙胞胎弟弟開了一間甜點屋。
康可達（Concordia）
歐飛亞學院的秘笈守護者。
雅典娜（Athena）
紅山泉學院的秘笈守護者。
笛絲柯妲（Discorda）
黑雲塔學院的秘笈守護者。
妮菲（Ninfea）
小精靈村的秘笈守護者。

## 聖英雄（The Specialists）
藍天（Sky）
配音員：台：何志威（第一、三、四季）→吳文民（第二季）→宋昱璁（第五季以後）；港：梁偉德
20歲，伊拉可揚行星的王子，曾在第一季時和他的護衛兼好友白蘭度對調身份，為的是碰上一個真心喜歡他的為人，而非其身份地位的對象而進入紅山泉學院。与蕾兒交往中且是蕾兒的未婚夫。在帮助蕾兒救出她的父母后向蕾兒求婚并且得到了美好的答覆。和白蘭度是最佳拍檔。於第四季時和聖英雄一起到地球居住並守護仙子，和聖英雄在水果音樂吧（Frutti Music Bar）工作。在第五季一開始時為了保護蕾兒被雪姬的魔法重創從高處落下，雖然醒過來但是失去了記憶，後來因為與蕾兒的訂情項鍊而恢復記憶。是托倫的表弟，於第六季剛開始因為過去不好的回憶，是競爭對手關係，後來和好。
武器：迴力鏢、劍、盾牌
自然神器：劍（能發動光束攻擊）、盾牌
白蘭度（Brandon）
配音員：台：于正昌；港：黃榮璋
20歲，藍天王子的護衛兼好友，和藍天王子是最佳拍檔。喜歡絲黛娜。絲黛娜的未婚夫。絲黛娜的戀人，由於很受女性歡迎以及搭訕別的女性，令絲黛娜非常生氣。但是自己始终明确表明絲黛娜才是他的最爱。第一季時跟藍天交換身分，事後對絲黛娜道歉，絲黛娜表明不介意他的身分。第二季時差一點跟亞曼莎公主結婚，因為亞曼莎公主以絲黛娜的性命作為要脅，在愛愛的幫助下脫離險境。第三季時絲黛娜中了魔法變成怪物，白蘭度不離不棄的陪伴，最後絲黛娜得以在真實之鏡前恢復原貌。於第四季時，和聖英雄一起到地球居住並守護仙子，和聖英雄在水果音樂吧（Frutti Music Bar）工作。第六季後面，參加絲黛娜的一日女王活動，打破黑姬控制絲黛娜的魔鏡，拯救絲黛娜擺脫黑姬的控制。第七季被絲黛娜的仙靈動物「閃妮」愛慕不已。
武器：長棍、劍
自然神器：迴力棍（能發動光束移動物品、製造風暴、也可當迴力鏢使用）
瑞文（Riven）
配音員：台：李景唐（第一～第四季）→孟慶府（第五季以後）；港：黎景全
20歲，個性不坦率，不甘於失敗且容易衝動。由於親生母親在他還小的時候為了錢而拋棄他,使他相當不信任女人，也因為是一個人獨自長大，所以和其他人的互動也不好。曾經被三巫組引誘投靠，失去利用價值後被囚禁。後來逃出並回到紅山泉的陣營。目前與妙莎交往中，因忌妒妙莎和傑森常常互動，因此常和妙莎吵架，但最後了解到妙莎對自己的愛和對音樂的熱情，因此學習忍耐並支持她。於第四季時，和聖英雄一起到地球居住並守護仙子，和聖英雄在水果音樂吧（Frutti Music Bar）工作。和那布是好友，那布死後最傷心的除了萊拉還有自己。在第六季時和妙莎分手。第七季並沒有消息或出現，但在第八季中重新归来，并与妙莎复合。
武器：劍
自然神器：迴力刀（能夠當迴力鏢使用的短刃）
希里亞（Helia）
配音員：台：于正昌（第二～第四季）→陳彥鈞（第五季以後）；港：陳卓智
23歲，薩拉丁的姪子，是聖英雄裡最年長的，也是具有藝術天賦的學生，有著深藍色的頭髮，於第二、三季時髮型是綁成寬鬆的馬尾式辮子，於第四季時將頭髮剪成邊緣尖狀的瀏海。生性浪漫害羞，也不擅坦率。在第一學期裡他是紅山泉的資優生，直到他决定放棄，並在另一所學校學習藝術，他在第二季回來紅山泉並且加入了藍天的小隊。他在第一季時，已是他第三年在原本所就讀的藝術學校就讀，是個和平主義者，與愛人-芙蘿菈有許多共通點，兩人深愛大自然，而且如果有人傷害它，他們無法承受，武器是雷射細繩手套。興趣是繪畫。目前與芙羅拉交往中，和芙蘿菈是所有情侶中，感情最穩定也是最相愛的一對。於第四季時，和聖英雄一起到地球居住並守護仙子，和聖英雄在水果音樂吧（Frutti Music Bar）工作。第六季後期與芙蘿菈起了爭執，在尋找銀矛的任務中，被雪姬凍結強行帶入傳奇之書中，被救出傳奇之書後，雖然身體被芙蘿菈解凍了，不過心並未解凍，直到後來仙靈組戰勝雪姬後，才恢復正常。
武器：繩子
自然神器：雷射手套（能夠發射雷射光束、製造雷射網）
天美（Timmy）
配音員：台：陳幼文（第一季～第四季）→于正昇（第五季以後）；港：李致林
20歲，興趣是和科技有關的事物，如同他的戀人。和同伴比起來外表較柔弱，但是相當有戰略規劃能力。目前與鐵蘭交往中。和希里亞是好友。於第四季時，和聖英雄一起到地球居住並守護仙子，和聖英雄在水果音樂吧（Frutti Music Bar）工作。從第六季和鐵蘭父母相識後，第七季開始有空就常去鐵蘭家幫忙。
武器：槍、劍
自然神器：弩槍（能夠發射光束）
那布（Nabu）
配音員：台：于正昌
和萊拉一樣，來自安卓絲行星，也是貴族出身，是一位巫師，是萊拉的父母為她選訂的未婚夫，一開始和仙靈組及聖英雄有些誤會，使得萊拉對自己很反感，後來在多種的危險情況下幫助大家，也一同擊敗魔陀，之後便獲得萊拉的信任和愛。武器是魔杖。於第四季時，和聖英雄一起到地球居住並守護仙子，和聖英雄在水果音樂吧（Frutti Music Bar）工作，和瑞文是好友，經常和希里亞教導瑞文去如何了解自己的女友。第四季後期，大家中了歐格朗等巫師的詭計。當茉佳娜戴上歐格朗獻上的黑魔環以表示接受暗黑界巫師們的投降，黑魔環的效果發動產生巨大的裂縫要將在場的仙子們都吸入深淵。為了關閉裂縫，那布耗盡所有力量而倒下。萊拉想要藉黑色恩賜的力量救回那布，也被歐格朗破壞。後來那布的身體被地球仙子留下來照顧。到了Winx Club 3D: Magical Adventure電影，那布再次出現。
柔伊（Roy）
和萊拉一樣，來自安卓絲行星，喜歡萊拉，於第五季出場，擔任仙靈組的遊艇司機，也是萊拉父王的貼身侍衛，能使用特殊能力「海洋保衛光環」，在水裡自由呼吸戰鬥，第六季正式加入聖英雄，並且和奈克斯爭奪萊拉的愛，後期決定退讓，第七季行蹤不明沒出場。
武器：長棍
自然神器：劍（能夠發射雷電）、沙土護盾

## 帕拉丁（Paladins）
帕拉丁是守護靈菲雅仙界的戰士，於第六季開始加入聖英雄協助仙子們
托倫（Thoren）
和藍天是堂兄弟的關係，也是一名王子，於第六季登場，童年和藍天一起遇到怪物，嚇得逃跑丟下藍天一人，因此與藍天相處不睦成勁敵，後來解開心結後，和藍天關係逐漸恢復從前，於後期和黛芬妮結婚，第七季後期駕馭飛船和黛芬妮一起保衛歐飛亞學院。
自然神器：地震重鎚（擊打地板能讓地板裂開、製造地震）
奈克斯（Nex）
於第六季登場，和托倫是好哥們，高傲、自大，喜歡萊拉，和柔伊競爭萊拉的芳心，後期因為帶萊拉去尋找小精靈的下落，又保護了萊拉一次，就成功贏得萊拉的愛，於第七季開始正式和萊拉交往，常常和聖英雄一起行動。
自然神器：暴風長斧（能製造強風，甚至能吹走敵人）

## 重要反派

### 三巫組（The Trix）
三巫組是在劇情中的年輕邪惡女巫三人組，也是第一季到第三季重要的反派和仙靈組的宿敵。在第一季登場的時候就讀於黑雲塔學院，直到在第一季後期被格麗芬驅逐。三巫組的成員是雪姬、黑姬、雷姬，摧毀多明羅仙界的三個老女巫就是她們的祖先。
第一季前期她們覬覦的目標是絲黛娜家傳的仙靈戒，後期變成蕾兒的神龍聖火。在第一季後期，她們奪取蕾兒的神龍聖火並控制黑雲塔學院，召喚魔物軍團席捲魔法仙界，最後被仙靈組擊敗。
第二季開始在光聖修道院接受感化教育，被達卡魔王帶走並成為達卡魔王的部下，從達卡魔王得到黑魔環的力量強化戰力。她們為達卡魔王奪取秘笈，卻在失去利用價值後被達卡魔王囚禁。在仙靈組擊敗達卡魔王後，她們也逃出來。另外，三人能夠合體，其力量與達卡魔王比拚。（黑姬的長髮，雷姬的身體，雪姬的臉孔）
第三季開始的時候她們被送到奧米加急凍冰界（Omega Dimension）監禁，她們擺脫冰封的囚牢並在那裡釋放了術士魔陀，和魔陀合作企圖復仇與掌控世界，並且爭先恐後的想討好魔陀，想得到他的心和他所偷走的法力。最後比魔陀先被擊敗，再被送到光聖修道院。
第四季三巫組沒有登場。以戰績而言，三巫組在第一季實力強過仙靈組。當仙靈組的仙子單獨遇上她們任何一位，可以說毫無勝算。即使群體作戰，三巫組也常佔優勢。在第二季她們得到達卡魔王給予的黑魔環力量，實力成長的她們遇上仙靈組仍然經常獲勝。仙靈組在第二季後期得到魔法仙咒之力，而且在第三季還能進化為超仙靈女。到了第三季，三巫組的實力反而逐漸被仙靈組超越。
第五季三巫組原本要被關在安卓斯的監獄，後來和天那斯共謀逃脫。她們和試圖支配無限海的天那斯合作，並且得到黑暗的仙海魔法，與阻止這個同盟的仙靈組作戰。
第六季三巫組擊敗葛莉芬佔領黑雲塔，並且與女巫新生與蕾兒小時侯玩伴賽琳娜（Selena）的傳奇之書共同合作，最後被傳奇之書的創造者艾可隆（Acheron）關閉在傳奇之書。
第七季三巫組在後半段喀夏拉（Kalshara）取得仙靈動物寶石，釋放仙靈動物魔法時連同三巫組與動物守衛釋放，最後使用野獸魔法和動物守衛融合為一體，被仙靈組的六個仙靈動物合為一體的仙靈動物之王「永恆天鵝」再度封印。
雪姬（Icy）
配音員：台：蔣篤慧；港：黃玉娟
三巫組之首，年紀最大。多由她構思計畫與指揮。懂得適時、適當的使用力量，攻擊力也較強，好戰心介於其他二位。常認為自己完美，於初期時常與絲黛娜比競爭比較。
其魔法力量同於其名，擅長冰冻术。專門對付蕾兒、絲黛娜。
法袍前方有個「I」的標誌。
第五季與安卓斯的天那斯（Tritannus）合作，並和天那斯（Tritannus）戀愛，但是最後還是被遺棄失戀。
女巫魔法：冰柱尖山、風雪凍、冰山封、冰雪魔彈
獲黑魔環加持後魔法：冰錐箭齊飛、冰風暴、黑色冰雪、冰河沉睡、冰波、黑魔環冰極幽靈、碎冰機
黑暗仙海魔法：黑暗螺旋彈、冰之螺旋、暴風雪、冰風暴、冰棱鏡、冰牆、冰之渦流
聯合魔法攻擊：三巫組三連發風暴（和黑姬、雷姬）
黑魔環位置：頸部
黑暗女巫魔法：冰柱狂怒、冰柱碎冰、冰堆、冰柱爆破、冰柱針刺、冰之洗禮
黑暗女巫聯合魔法：混沌吞噬（和黑姬、雷姬）、悲楚之籠（和黑姬、雷姬）、終極力量光環（和黑姬、雷姬）、終極力量之力（和黑姬、雷姬）
動物守衛：佛羅斯比特（Frostbite），一隻能使用冰系魔法的蜥蜴，第七季後期和雪姬融合為一體。
黑姬（Darcy）
配音員：台：劉如蘋；港：朱妙蘭
擅於魅惑旁人為自己工作。喜歡折磨小精靈，是最狡猾的。不過好戰心反較其他二位小。
其魔法力量同於其名，擅長黑幻術。專門對付鐵蘭、萊拉。
法袍前方有個「D」的標誌。
曾經在第一季誘惑瑞文為三巫組做事。
第七季和動物守衛融合後與喀夏拉單挑戰鬥，贏得勝利。
女巫魔法：幻像咒、黑地獄無底洞、攻其心-幻覺魔力
獲黑魔環加持後魔法：狂暴黑盲波、鬼影幢幢分身術、午夜大進擊、完全黑暗、黑暗、暗黑催眠
黑暗仙海魔法：黑暗形成、催眠海波浪、黑色雷電、影子觸手、黑暗襲擊、暗黑爆炸
聯合魔法攻擊：三巫組三連發風暴（和雪姬、雷姬）
黑魔環位置：左臂
黑暗女巫魔法：混亂變身、黑暗射線、黑暗空氣
黑暗女巫聯合魔法：混沌吞噬（和雷姬）、悲楚之籠（和黑姬、雷姬）、終極力量光環（和黑姬、雷姬）、終極力量之力（和黑姬、雷姬）
動物守衛：凱米（Kemmy），一隻能使用隱形和催眠波魔法的變色龍，第七季後期和黑姬融合為一體。
野獸魔法（變身動物型態）：能夠從背後長出尖刺的豹、能夠從爪子發射光束的獅鷲。
雷姬（Stormy）
配音員：台：王瑞芹；港：謝潔貞
三巫組中年紀較小的一位，也是最弱的。脾氣較為急躁，沒有耐性，好戰心較強。
其魔法力量同於其名，擅長操控風雨雷電。專門對付妙莎、芙蘿菈。
法袍前方有個「S」的標誌。
女巫魔法：龍捲雷電、狂風暴波、狂暴龍捲風、東-南-西-北狂風-海陸大龍捲風
獲黑魔環加持後魔法：狂颶風、黑影旋風、打雷閃電、連環閃電、雷雨交加、龍捲風雷電、黑魔環完美風暴
黑暗仙海魔法：龍捲風、黑色雷電、暗黑龍捲風、雷電螺旋
聯合魔法攻擊：三巫組三連發風暴（和雪姬、黑姬）
黑魔環位置：右臂
黑暗女巫魔法：暴風怒吼、雷電震動、雙重龍捲風、閃電螺旋龍捲風
黑暗女巫聯合魔法：混沌吞噬（和黑姬、雷姬）、悲楚之籠（和黑姬、雷姬）、終極力量光環（和黑姬、雷姬）、終極力量之力（和黑姬、雷姬）
動物守衛：歐庫拉（Occula），一隻能使用雷電魔法的巨大貓頭鷹，第七季後期和雷姬融合為一體。

### 暗影巢穴（Shadowhaunt）
位於地底深處，有大量黑影魔物居住於此，達卡魔王的要塞也在這裡。達卡魔王平時坐鎮要塞，可以指揮要塞外面的黑影魔物為自己作戰。
達卡魔王（Lord Darkar）
配音員：台：李景唐；港：黃健強
在第二季登場，企圖奪走四大祕笈來得到黑暗魔力-鳳凰，後來更設計將蕾兒化為黑暗蕾兒，要藉由她的神龍聖火來使鳳凰重生。一開始為了尋找祕笈入侵光聖修道院，收編三巫組為自己工作。在經過一連串陰謀以後奪得祕笈確無法解放力量，知道還需要神龍聖火之力。就在他成功將蕾兒轉變為黑暗蕾兒，歐飛亞、紅山泉、黑雲塔的同盟也終於進入他的要塞。三巫組在為了抵擋同盟耗盡法力後向他要求回報，但是因為對他已經失去利用價值而被他囚禁。在藍天的呼喚下，黑暗蕾兒變回蕾兒，回頭治療大家並和大家一起對付達卡魔王。最後在仙靈組啟動魔法仙咒並發動聚合力魔法的情況下，達卡魔王被擊敗。
黑暗蕾兒（Dark Bloom）
配音員：台：龍顯蕙
達卡魔王想要解開秘笈的力量，但是發現只有黑暗的力量還不夠，還需要神龍聖火的力量。於是設計對蕾兒種下黑影病毒，時機需要時啟動能將蕾兒轉變為效忠達卡魔王的黑暗蕾兒。黑暗蕾兒除了外表與正常仙子型態的蕾兒相異且力量超乎尋常，性格也變得瘋狂邪惡。
剋波（Keborg）
剋波是一隻外形如蝙蝠的生物，平時倒掛在達卡魔王手臂上。主要被當作間諜使用，但是也可以為了戰鬥需要而接受達卡魔王施法變成適合戰鬥的型態。曾經闖進紅山泉學院發動佯攻，試圖掩護三巫組奪取秘笈。後來在蕾兒被設計變成黑暗蕾兒奪取秘笈時，也被達卡魔王派去接應。當法拉剛達、柯達托塔和格麗芬前往達卡要塞支援仙靈組時，達卡魔王將剋波變成巨人型態前去作戰。巨人型態的剋波使三人陷入苦戰，但是最後三人還是將剋波擊敗。

### 魔陀（Valtor）
魔陀（Valtor）
第三季才登場的術士，和三巫組一起從監禁逃脫，對多明羅的毀滅也有責任。在神龍創造魔法仙界的時候，一部分神龍聖火與黑暗結合產生原始型態。太古女巫將其轉變為人型並撫養長大，成為魔陀。和三巫組計畫藉由竊取各平面的魔法寶藏和力量源頭，以入侵魔法仙境的某些地區並向囚禁過他們的人報仇。真實形態是一個惡魔，並且可以免疫大部分的魔法。最後蕾兒變成神龍聖火進入魔陀體內，用仙靈粉把魔陀的火撲滅，才把魔陀消滅。
太古女巫（Ancient Witches）
三巫組的祖先。過去就是她們效忠達卡魔王，摧毀多明羅仙界。

### 黑魔環（Black Circle）
來自暗黑界的四名巫師是第四季主要敵人。他們是來自地球的巫師，過去獵捕仙子以加強自己的力量造成仙子在地球幾乎絕跡。他們試圖找到地球上最後一位仙子，而仙靈組也為了阻止他們及保護地球最後一位仙子而前往地球。
歐格朗（Ogron）
四個巫師裡法力最強的一位，能吸收蕾兒他們的攻擊轉為能量。在仙靈組讓地球人相信仙子而讓巫師們日漸衰弱時，曾經假意宣布投降並企圖暗算地球仙子。最後被仙靈組擊敗困在奧美加魔界。
安納剛（Anagan）
擅長高速移動的巫師，但是對芙羅拉的魔法抵抗力弱。最後被仙靈組擊敗困在奧美加魔界。
剛洛斯（Gantlos）
會用雙手拍擊發出震波的巫師，也擅長追蹤目標留下的痕跡。最後被仙靈組擊敗困在奧美加魔界。
杜曼（Duman）
能變身成各種生物或物體，也包括偽裝成人。第四季後期變身魔法逐漸失控，最後變成惡魔攻擊聖英雄的時候被那布消滅。

### 天那斯（Tritannus ）
天那斯（Tritannus）
萊拉的表哥。原本是安卓斯的王子，因為嫉妒自己的兄弟而試圖奪取王權失敗被逮捕。他逃走後吸收了地球海洋的汙染物變成怪獸而強大，與三巫組結盟試圖支配地球的海洋並因此製造污染。他也和三巫組的雪姬戀愛。最後被流放至Oblivion。

### 傳奇之書（Legendraium ）
艾可隆（Acheron）
傳奇之書的創造者，前期因缺少強大的魔法能量、無法完全控制傳奇之書，而被困在傳奇之樹，最後被蕾兒封印在取得的潘朵拉盒子，並由賽琳娜封鎖傳奇之書。
賽琳娜（Selena）
傳奇之書控制者，被艾可隆賦予蛇之巫法，跟蕾兒是小時候的玩伴，一直期許著艾可隆能給他強大的魔法，後期利用蕾兒神龍之火釋放艾可隆，但艾可隆沒有達成賽琳娜的期許，開始利用黑雲塔攻擊魔法仙界，最後協助蕾兒封印傳奇之書。

### 野獸魔法（Wild magic ）
喀夏拉（Kalshara）
學生時期與校長法拉剛達在歐菲亞是同學,本身已擁有動物轉換型態的魔法，利用學生時期的法利剛達取得仙靈動物教科書，並找到藏在歐菲亞的野獸魔法，之後喀夏拉可以變身成更多的動物型態。
野獸魔法（變身動物型態）：獅子、老鷹、蝙蝠、飛龍、海豹、老鼠、獵犬、挖掘鼠（仙靈動物之一）
巴佛列司（Brafilius）
喀夏拉的弟弟，被喀夏拉強制使用野獸魔法，變成手下利用，他的帽子能鑑識仙靈動物是否為他們的目標，搶奪了蘿西的倒轉時間寶石，後期背叛喀夏拉，想將仙靈動物寶石的力量占為己有，被魔力反噬成為一隻狗，被喀夏拉遺棄，最後在第七季末與洞窟內的怪物一同生活。
野獸魔法：秋季釋放、靈活飄浮革新、動物獵手、回歸幼年

## 學院
在魔法仙境有三所重要的學校，分別是訓練仙子的歐飛亞學院、訓練聖英雄的紅山泉學院和訓練女巫的黑雲塔學院。歐飛亞學院長期與紅山泉學院保持相當良好的關係，但是與黑雲塔學院的關係在一開始相當惡劣。除了仙子和女巫們之間存在相當敵意，黑雲塔學院校長格麗芬甚至縱容包括三巫組在內的女巫們對歐飛亞學院搗亂，對闖入的仙子也施法攻擊。直到三巫組失控召喚魔物席捲魔法仙境，格麗芬才驚覺自己的錯誤，因而與歐飛亞學院和紅山泉學院同盟以渡過危機。到達卡魔王將解放黑暗鳳凰之力時，三所學院再次同盟並由法拉剛達、柯達托塔和格麗芬帶著秘笈的守護小精靈支援仙靈組。

### 歐飛亞學院（Alfea）
在魔法仙境中訓練仙子的場所。有一層魔法防護牆，可以將大多數外來者擋在外面。在劇情中，聖英雄經常在仙靈組要出任務時前來會合。歐飛亞學院每年舉行聯誼會時，紅山泉學院的聖英雄也會受邀。三巫組的魔物大軍席捲魔法仙境，三所學院的師生們也集結在這裡進行最後抵抗。歐飛亞學院的圖書館儲存大量魔法相關書籍。一開始有和蕾兒身世相關的資料，但是被法拉剛達下令撤走。另外有個房間有多幅畫像，內容都是曾經威脅魔法仙境的敵人，包括三巫組（雪姬、黑姬、雷姬）、達卡魔王、魔陀、太古女巫和暗黑界的巫師。在馬菲拉（Mavilla）時期仙靈動物是生存在歐飛亞，並是每個仙子訓練的一環，每位仙子都會配與一個仙靈動物，定期舉辦仙靈動物展覽。
法拉剛達（Ms. Faragonda）
配音員：台：蔣篤慧
歐飛亞學院的校長，學生時期常常糊里糊塗以及被馬非拉校長指責，在仙靈動物教育體系下學會了縮小動物型態，還有一隻叫Digmole的仙靈土撥鼠夥伴，曾和薩拉丁及格麗芬一同抵抗三巫組的祖先並守護多明羅，經常給予蕾兒和仙靈組許多幫助。
葛絲達（Assistant Principal Griselda）
歐飛亞學院的主任，性格較法拉剛達為嚴厲，學生時期就被派遣負責管理大門。曾經擔任魔法防禦課程的授課老師。
潘拉迪（Professor Palladium）
配音員：台：何志威（第一季）→吳文民（第二季）
是一個精靈老師，沒有什麼自信，大家都喜歡上他的課，不過都不是很認真在聽。擅長攻擊類的魔法。
威士奇茲（Professor Wizgiz）
歐飛亞學院的一位侏儒老師，擅長製造奇特的手工藝品。有一次製造出全息投影機，讓絲黛娜誤以為桌上的蘋果增加了，也讓鐵蘭看到歐飛亞學院到處都是亞佛倫。在前任馬菲拉校長時候就已經在歐飛亞學院,年齡可能比法利剛達大上許多。
亞佛倫（Professor Avalon）
在第二季登場，來自瑪拉克學院。接受法拉剛達的聘書要前往歐飛亞學院任教，但是中途被達卡魔王陣營俘虜囚禁，並且由達卡魔王手下冒充到歐飛亞學院。到第二季後期，才由達卡魔王的囚禁逃脫，並揭露真相。
黛芬妮(Daphne)
傳說中的九大天女之一，曾擁有神龍聖火的力量，死後在洛卡露契湖擔任守護天女，同時也是蕾兒的姊姊。在第五季透露是被太古女巫咀咒而失去肉體，並不是真正死去。因為擁有仙海魔法力量緣故而被天那斯綁架並加以利用，最後藉由蕾兒向仙海魔法的守護者許願才回復肉身，與家人（包括蕾兒的養父母）團聚。第六季開始擔任歐飛亞仙靈界歷史教授，始初不習慣身體，後來漸漸習慣後恢復魔力，變身成為「仙海魔法女神」，魔力為仙海魔法，後期與托倫結婚。第七季後期一同迎戰三巫組。
仙海魔法（Sirenix）：溫暖表露、風的擁抱、海洋水面、螺旋烈焰、舞動的葉子
馬菲拉（Mavilla）
前任歐飛亞校長，規劃了完整仙靈動物教育課程體系，並有兩隻仙靈動物守衛負責控制著所有仙靈動物在歐飛亞的動靜。

### 紅山泉學院（Red Fountain）
紅山泉學院是訓練聖英雄的場所，聖英雄受訓的技能包括戰鬥技能、馴龍術與高科技產品的知識。在三巫組召喚魔物發動第一波攻擊時，紅山泉學院首當其衝。經過這場戰爭的紅山泉學院飽受摧殘，受損是三所學院最嚴重的，在戰爭後重建。
薩拉丁（Professor Saladin）
配音員：台：陳幼文
紅山泉學院的校長，希里亞的叔叔。曾和法拉剛達及格麗芬一同抵抗三巫組的祖先並守護多明羅。
柯達托塔（Professor Codatorta）
配音員：台：何志威（第一季）→吳文民（第二季）
是一位性格嚴厲的老師，在紅山泉學院教授戰鬥技能與馴龍術。

### 黑雲塔學院（Cloud Tower）
黑雲塔學院訓練女巫，三巫組初期也是在這裡受訓且是最優秀的學生。三巫組被逐出黑雲塔學院後挾神龍聖火之力反撲，囚禁全體師生並召喚封印在這裡的魔物，以黑雲塔學院為指揮所。黑雲塔學院師生在瑞文協助下逃脫，得以撤退到歐飛亞學院進行抗戰。黑雲塔學院的史料室保存仙子和女巫的詳細資料。在建築結構上，黑雲塔學院是一體成形，本身就是個有生命的魔法生物。「黑雲塔之心」所在的房間調節整棟建築的魔法能量流動。女巫可以透過魔法控制黑雲塔學院，尤其處於黑雲塔之心。控制黑雲塔學院可以隨意念改變其結構。
格麗芬（Miss Griffin）
配音員：台：姚敏敏（第一季～第四季）→楊凱凱(第五季～第八季）
黑雲塔學院的校長。是占星學和預言學的世界大師。曾和魔陀一起做壞事，後來因為害怕魔陀的黑暗力量，不願與他攻擊多明羅而離開他，加入守護多明羅的陣營。
艾爾楚絲蒂（Professor Eltrudite）和瑣羅亞斯德（Professor Zarathustra）
黑雲塔學院的兩位教師，她們兩個是姊妹。和多數女巫一樣不喜歡仙子。在秘笈事件中，對前來支援的仙靈組缺乏信任。在第三季魔陀來襲時，她們被魔陀控制變成怪物。

#### 學生們（Students）
愛梅莉（Amaryl）
幾乎都是路人甲的角色，只有第一季、第二季和第三季有講過話。在第二季的某一集因為絲黛娜的言語讓她不愉快，於是用在那堂課教的魔法想攻擊絲黛娜，最後潘拉迪制止並警告她。已知使用過的魔法：痛苦之光。
露西（Lucy）
露西和梅塔從小時候就是好友，常常一起參加慶典。進入黑雲塔學院後，她渴望得到三巫組的認同而接近三巫組，但三巫組只是把她當玩弄對象。在三巫組自己利用魔物席捲仙境的行動被粉碎以後，她仍留在黑雲塔學院。當仙靈組為了秘笈的事進駐黑雲塔學院，梅塔也暫時回來。從她和梅塔在以前宿舍中的對話中，她透露自己還是希望成為強大的女巫，雖然有三巫組的前例，但她相信強大的女巫不一定要走上邪惡瘋狂的道路，並以黑雲塔學院的格麗芬校長為尊敬的目標，還對梅塔表示即使兩人已經走上不同的路，她們之間的友情還是不變。第五季顯示她還在學校學習。
梅塔（Mirta）
一開始是黑雲塔學院內一個女巫，心地善良，對仙子們比較沒有敵意，以前的室友是好朋友─露西。第一季為了警告仙靈組避開三巫組的陷阱而被雪姬變成一個南瓜，之後在芙羅拉的努力下恢復。第一季最後選擇留在歐飛亞學院，到第三季甚至能展現仙子型態。
伊蓮若
來自羅吉福，在蕾兒第一次進入歐飛亞學院的時候出現，和葛絲達說話。
加拉蒂亞公主（Princess Galatea)
配音員：龍顯蕙（第三季）→楊凱凱(第八季）
美樂蒂仙界公主。第三季開學時進入歐菲亞。在魔陀率領黑雲塔女巫攻擊城堡時，在學校搜尋時發現入侵學校的三巫組，加拉蒂亞展開攻擊但不敵，被迫帶她們去藏金閣，之後加拉蒂亞偷襲三巫組，但是被雪姬冰斷翅膀，之後被為了救自己而羽化成超仙靈女的妙莎，用仙靈粉救回了翅膀。
諾娃（Nova）
來自於太陽仙界。第三季開學時進入歐菲亞。是絲黛娜的朋友。知道很多關於太陽仙界的八卦。
克蕾（Clairrese）
第四季歐飛亞學院的新生。仙靈組以老師的身分回到歐飛亞學院時，對仙靈組感到不服氣，因此在仙靈組公開表演場地放置炸彈，並把線索放在愛莉絲的袋子造成愛莉絲被冤枉。後來親自向法拉剛達承認真相，愛莉絲則請求葛絲達不要開除克蕾。
愛莉絲（Alice）
第四季歐飛亞學院的新生。當仙靈組進行表演時，克蕾的惡作劇造成意外，她也被冤枉並幾乎被開除，惡作劇的受害者芙羅拉想和她談談，但隨即因為仙子獵人的出現上場作戰但被打敗，愛莉絲緊急告知仙靈組其他成員巫師來襲的事，鐵蘭和絲黛娜並不相信她，但仍跟過去看發生什麼事。事件過後，克蕾向法拉剛達坦承實情，愛莉絲也請葛絲達不要開除克蕾。
克莉絲朵（Princess Krystal)
靈菲雅仙界的公主。第五季來到歐飛亞。從小認識希里亞。所以當希里亞來歐飛亞時很喜歡跟他聊天，這讓芙蘿菈感到不愉快。在第三集時使用魔法治療被黑姬打傷的希里亞。已知使用過的魔法：幻靈藥水光

## 王國（Kingdom）

### 多明羅（Domino）
位於魔法仙界，蕾兒及戴芬妮的故鄉，被所有人傳頌為魔法仙界最美麗的地方，龍之火的始源地。在第一季故事開始前，因為三妖后祖先的詛咒，導致多明羅被完全冰封。在電影版「神奇飛仙:失落的王國」裡，因為神奇飛仙合力打敗了三妖后祖先並摧毁了黑暗巢穴，令多明羅解封。城堡位於懸崖邊。據戴芬妮所說，在多明羅有一個祕密藏書室，裡面有很多關於寶美家族的歷史與事蹟，而這座圖書館位於一隻巨型的魔法老鷹石像的背上。

### 瑟利維亞（Solaria）
太陽仙界，絲黛娜的故鄉，整個魔法仙界日照時間最長的地方。在王宮裡有個房間是整個瑟利維亞的魔力來源，最中心的球體代表太陽，外面圍繞多個小型的行星。第三季卡珊卓女爵跟希梅拉的魔法令整個核心停止運作，導致整個瑟利維亞都下起大雨。
卡珊卓女伯爵（Countess Cassandra）
以前是太陽仙界的女伯爵。很受不了絲黛娜。在太陽仙界的王宮影響力很大。為了讓自己的夢想成真而跟魔陀交易，當絲黛娜變成醜八怪時用從魔陀那得到的法力去讓睿光王聽從她的話。之後詭計被絲黛娜拆穿，最後被逮捕。
希梅拉（Chimera）
以前是太陽仙界的公主。卡珊卓女伯爵的女兒。是貝塔學院的仙子。非常的高傲、沒禮貌，且非常討厭及忌妒絲黛娜。為了讓自己的夢想成真而跟魔陀交易，並用從魔陀那得到的法力把絲黛娜變成一個醜八怪。之後詭計被絲黛娜拆穿，最後被逮捕。

### 安卓斯（Andros）
萊拉（艾伊莎）的故鄉，這個星球與海洋有著密切的關係。

## 下界（Downland）
在地底下存在一群居民，由一個王國統治。這裡是母系社會，公主有權決定自己的配偶。居民穿著古埃及風格服飾。這裡有相當勇猛的戰士，包括公主本人在內。除了靠戰士，也會召喚守護獸對付闖入者。
芙達女王（Queen Quoeda）
亞曼莎公主的母親，參加亞曼莎公主強逼白蘭度答應的婚禮。在婚禮中，她負責的儀式就是帶白蘭度走完台步。後來因為小精靈愛愛的魔法，亞曼莎公主拋下白蘭度奔向斯方塞斯。主持婚禮的祭司認為這種場面太離譜，芙達卻認為無所謂。
恩那斯國王（King Enervus）
背景角色。
亞曼莎公主（Princess Amentia）
劇情中下界的統治者，是下界的公主，不過4Kids版將設定改為女王。
斯方塞斯（Sponsus）
亞曼莎公主的戀人，後來得到小精靈愛愛協助和亞曼莎公主結婚。
阿布拉土
下界的戰士之一。自從和女朋友艾絲分手後，對愛情相當冷漠。

## 花園市（Gardenia）
又譯做佳丹尼亞。是蕾兒在地球從小成長的地方，也是在第四季仙靈組前往地球、尋找地球最後一位仙子的地點。
安迪（Andy）
蕾兒在國中時的男友，於第四季出場。想成為一位音樂家。自己有一個樂團，在水果音樂吧表演。
蜜西（Mitzi）
跋扈的富家千金小姐，蕾兒進入歐飛亞學院前的高中同學。討厭仙靈組的人，和絲黛娜一樣喜歡白蘭度。
克勞（Klaus）
蘿西的父親，水果音樂吧的店長。

## 仙子集團（Groups of Fairies）
地球仙子（Earth fairies）
原本在地球上相當普遍的仙子們由於仙子獵人的關係被囚禁起來，造成仙子在地球上幾乎絕跡。當仙靈組將他們釋放出來後，絕大多數地球仙子計畫要對全人類進行報復。仙靈組一方面要阻止人類破壞大自然，另一方面要說服地球仙子人類是可以改變的。
戰士仙子（Warrior Fairies）
亞馬遜仙子（Amazon Fairies）
純真仙子（Rustic Fairies）
純真仙子是一種追隨正義仙子西碧拉的生物，本身有蹄，可以用來踢落岩石攻擊入侵者。
北極仙子（Arctic Fairies）
王家守護仙子（Royal Guard Fairies）

### 知名的仙子（Known Fairies）
茉佳娜（Morgana）
動物仙后茉佳娜，同時也是蘿西的母親。過去和克勞相戀並生下蘿西，但是因為歐格朗下咒造成克勞和茉佳娜喪失彼此關係的記憶。在與巫師的決戰結束後，恢復記憶的茉佳娜將仙后之位傳給星雲，自己和蘿西回到花園市與克勞重聚。
星雲（Nebula）
戰士仙子中復仇心最重的一位。被巫師囚禁前是和平仙子，後來變成戰爭的仙子。在仙靈組與巫師的決戰後自責為了復仇所做的事，想要讓自己和巫師一起留在奧美加魔界，被仙靈組說服離開。最後接受茉佳娜傳位成為新一代仙后。第六季再度出場，協助仙靈組和神仙教母（奧朵拉）獲得仙祖魔杖（Mythix魔法棒）。
黛安娜（Diana）
植物仙子，守護亞馬遜的仙子。
西碧拉（Sibylla）
正義仙子，住在與她同名的山洞裡。
奧蘿拉（Aurora）
寒冰仙子，奧蘿拉的手下是北極仙子。

## 其他角色
阿德（Knut）
阿德是個食人魔（ogre），一開始被三巫組私下養在黑雲塔學院的宿舍。聽命於三巫組，配合三巫組的各種計畫演出。在第一季後期因為害怕逃離三巫組到紅山泉學院，最後留在歐飛亞學院當校工。第三季當絲黛娜變成醜八怪時，阿德對她一見鍾情。
阿醜（Hunter Troll）
阿醜是一種擅於憑嗅覺追蹤目標的生物。三巫組在第一季開始時有一隻阿醜，在阿德攻擊絲黛娜失敗後被派去追蹤到蕾兒在花園市的住處。和阿德一起攻擊蕾兒和絲黛娜時被前來支援的聖英雄逮捕，並被計畫移交給仙靈市的警察。三巫組設計讓阿醜從聖英雄手中逃脫，再施法使其消失。
華蘭達（Varanda）
實際上是沒有登場的角色，她原本要進入歐飛亞學院但又取消，並請絲黛娜為她轉交信件給法拉剛達校長，但絲黛娜沒有轉交，而是在第一季初期帶蕾兒進歐飛亞學院時慫恿蕾兒冒充卡里斯托（Vallisto）的華蘭達。最後絲黛娜自己說溜嘴，眾人得知蕾兒的地球身份，然而法拉剛達允許蕾兒留在歐飛亞學院。
蒂雅絲波公主（Princess Diaspro）
配音員：台：王瑞芹（第一季～第二季）→李涵菲（第三季）→謝佼娟（第五季～第八季）
以前是藍天王子的未婚妻。她是個自負和自私的人，而且很任性又無理取鬧。蒂雅絲波公主被蕾兒誤認為是三巫組。當蒂雅絲波公主還搞不清楚的時候，蕾兒便憤怒的對她展開攻擊。最後藍天為了蕾兒離開了蒂雅絲波公主，但蒂雅絲波並沒有因此打消對藍天王子的企圖。第三季魔陀出現的時候，為了讓藍天王子重新喜歡上她選擇跟魔陀合作。她從魔陀取得愛情靈藥對藍天使用讓藍天屈服在她的影響下，甚至讓藍天下令攻擊仙靈組。後來絲黛娜的仙靈粉解除魔咒，蒂雅絲波也被逮捕並逐出伊拉可揚。第五季亦有登場，在伊拉可揚當藍天的守衛。第六季投靠三巫組的力量，再度陷害蕾兒。
仙靈魔法：寶石力量、寶石長矛
僧侶聖王
過去達卡魔王帶領手下攻擊仙界時，曾經為了世界均衡而參戰。最後法拉剛達、薩拉丁和格麗芬擊敗太古女巫，僧侶聖王則封印達卡魔王。在仙靈組啟程救援蕾兒時，法拉剛達和薩拉丁曾經討論是否再請僧侶聖王協助。
安（Anne）
在萊拉童年時搬離自己村莊到城堡，成為萊拉童年最好的朋友。教萊拉用跳舞舒解壓力。
吉野
伊拉可楊行星的忍者頭目，想要稱王。曾經綁架蒂雅絲波公主勒索鉅額贖金。
順風雜牌軍(Patchamen)
一群特別的精技忍者，是一支特殊科學忍者軍團，又稱忍者之鷹 Ninja Hawks 或P軍團 Techno-Ninjas 。五名成員戰技優秀，但是思想單純且行事無厘頭。曾經被吉野欺騙綁架蒂雅絲波公主，後來看到勒贖字條才知道被騙。自稱「正義的一方」，成員也各有稱號，分別是「正義之士」班、「神秘的反英雄」波、「有史以來最聰明的孩子」吉皮、「美麗公主」順子以及「偉大忍者」凱由。綁架事件結束後蕾兒為了幫助將他們弄出伊拉可楊行星，詐稱有大壞蛋威脅地球讓他們到地球去。即使藍天有疑慮，蕾兒認為這樣就可以了。
翠莎（Princess Tressa)
人魚王國的公主。萊拉的表妹。因為想救自己的母后而跑去求助於仙靈組，一開始覺得自己是個沒用的膽小鬼，但之後證明了她其實是非常勇敢的。第五季亦有登場，被天那斯變成突變怪，後被萊拉變回來。
莉吉亞皇后（Queen Ligea)
人魚王國的皇后。萊拉的嬸嬸。手上的權杖上有魔法珊瑚寶石。被關在有深海大海怪看守的監牢中，被翠莎所救。之後被深海大海怪的觸手打傷，但萊拉用珊瑚寶石救了她，這也讓萊拉得以完全羽化。第五季亦有登場，被天那斯變成突變怪，後被仙靈組和尼利斯變回來。
天霸（Taboc the Wise)
是安卓斯偉大的巫師。安卓斯通往奧米迦極凍冰界的通道他也有參與創造。
巴狄（Buddy）
蕾兒在帕羅斯遇到的小龍。教蕾兒怎樣成為真正的「龍」。
瑪雅（Maia）
住在帕羅斯。幫助蕾兒在帕羅斯修練。
亞卡蒂亞（Arcadia）
世界上第一位仙子。黃金王國的仙子。考驗絲黛娜、妙莎和鐵蘭關心仙界的程度，並給予她們聖水之星。
飄渺仙子（Ethereal Fairies)
一種高等的魔法生物，在劇情中被法拉剛達送去審核仙靈組的表現，判斷是否夠格得到新的力量。
那普頓王（King Neptune)
海底王國的統治者。萊拉的叔叔。被天那斯變成突變怪，後被仙靈組和尼利斯變回來。
尼利斯（Crown Prince Nereus)
天那斯的哥哥。萊拉的表哥。是下一任國王。天那斯因忌妒破壞其加冕典禮，將他變成突變怪，後被萊拉變回來。
奧朵拉（Eldora）
神仙教母，於第六季出場，收賽琳娜為徒，兩人曾經快樂相處生活過一段時間，直到賽琳娜接觸傳奇之書心思不單純後，兩人關係疏遠。因為年老色衰常常忘東忘西，在需要施展魔法戰鬥時，會展出仙子的翅膀，於第六季協助仙靈組掌握Mythix力量，也和仙靈組一起獲得了一支Mythix魔法棒，不過只有在仙靈組危急時，才進入傳奇之書提醒仙靈組時間有限，要盡快達成任務並給予協助，不然在傳奇之書裡待得時間太久，最後會被永遠困在傳奇之書中。
仙靈魔法：自然蜷曲
蜜兒蕾（Miele）
來自靈菲雅仙界，是芙蘿菈的妹妹，於第三季出場。仙靈組為了拯救被魔陀石化的法拉剛達校長，於是前往芙蘿菈的故鄉尋找黑柳木的眼淚，讓時光倒轉恢復校長樣貌，可惜三巫組的搗亂導致蜜兒蕾落水，救妹心切的芙蘿菈也因此犧牲自己成功羽化為超仙靈女。第六季再度登場，就讀靈菲雅的學院，長大後的她已經有能力使用魔法迎戰女巫和怪物，保衛自己的學院和家園，讓姐姐放心以自己為傲。第七季登場，原先因為任務艱難，芙蘿菈不放心她跟在身邊，不過也好險有她的後援，拯救了差點被困在花裡的仙靈組。
仙靈魔法：春天花朵、魔法種子、難斷的綠色植物、樹木捲蔓